# Viktor Kutschera

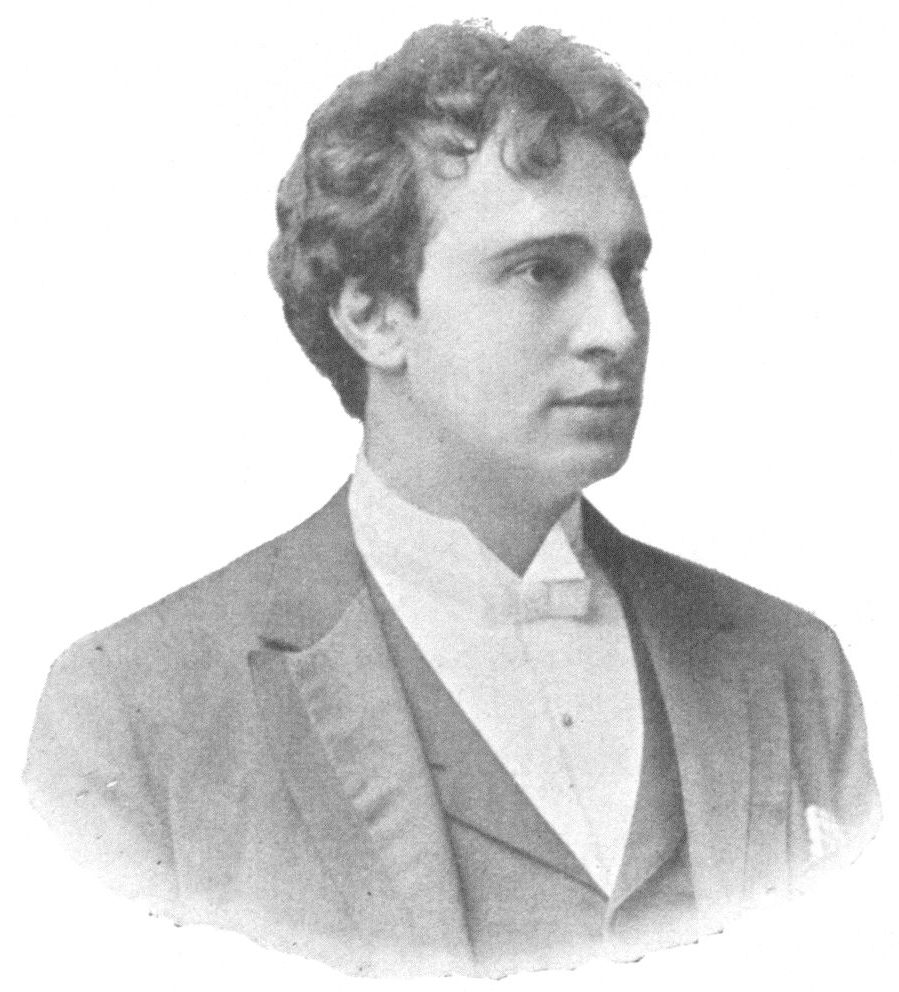
Viktor Kutschera (1900)

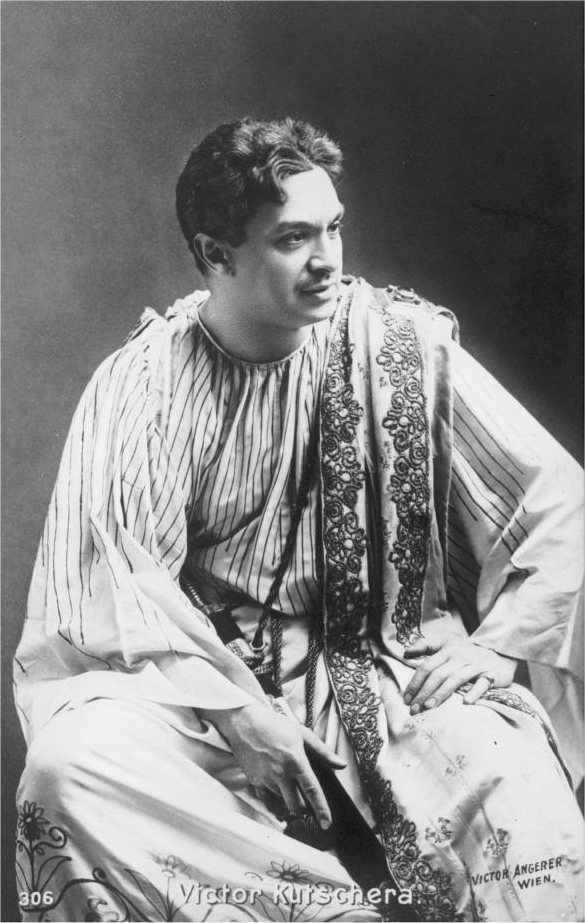
Viktor Kutschera vor 1894

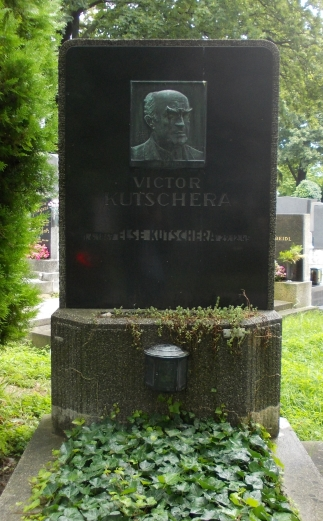
Grabstätte von Viktor Kutschera

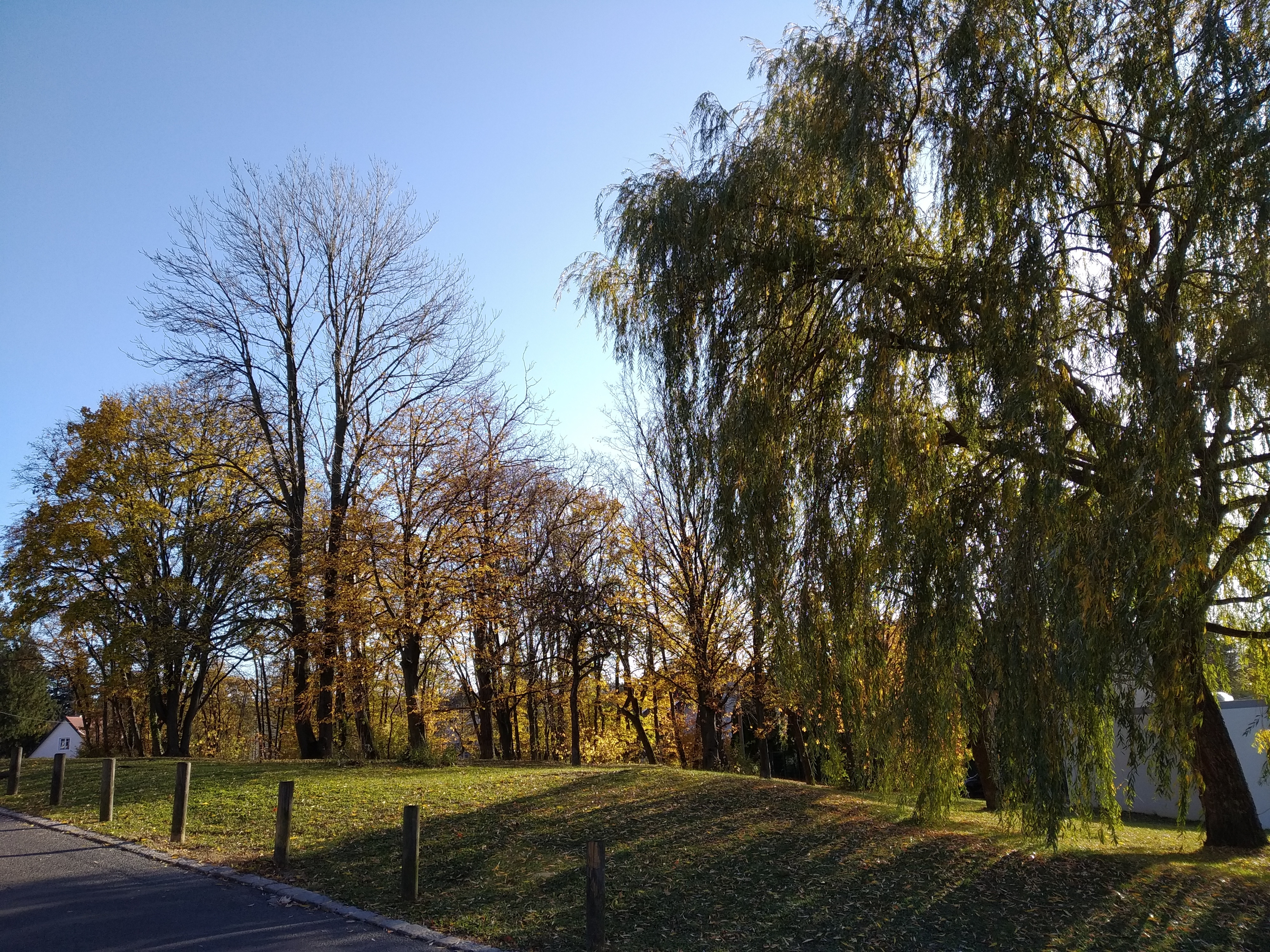
Viktor-Kutschera-Platz am Wolfersberg in Wien-Penzing

Viktor Kutschera (* 2. Mai 1863 in Wien; † 20. Jänner 1933 ebenda) war ein österreichischer Theater- und Filmschauspieler sowie Theaterregisseur.

## Leben und Wirken
Der Sohn eines Eisenbahningenieurs besuchte das Konservatorium der Gesellschaft der Musikfreunde und erhielt sein erstes Engagement als Schauspieler am 1. August 1884 am Meininger Hoftheater, wo er bis 1889 blieb und somit als „Meininger“ internationale Theaterauftritte absolvierte. 1889 kehrte er zurück nach Wien und trat am gerade erst eröffneten „Deutschen Volkstheater“, dem heutigen „Volkstheater“, auf. Bei dieser Bühne blieb Kutschera fast seine gesamte Karriere lang, zuletzt auch als Regisseur, mit Ausnahme der Jahre 1895 bis 1898, als er auch Auftritte am Burgtheater absolvierte. Er war Mitbegründer des Deutschösterreichischen Bühnenvereins (ging später im Filmbund auf).
Nach seiner frühen Phase, in der er, häufig tragisch, junge Liebhaber spielte, stieg Kutschera bald zum Charakterdarsteller auf. Als solcher spielte er fast das gesamte Rollenrepertoire des klassischen wie modernen Theaters, in insgesamt 541 Stücken. Hoch geschätzt wurde er ob seiner lebensnahen, gefühlsechten und volksverbundenen Interpretationskunst. Zu seinen Paraderollen zählten der Karl Moor, der Mark Anton, der Heinrich von Navarra, der Mortimer, der Demetrius und der Melchthal.
In der aufkeimenden österreichischen Filmszene wurde er ab 1911 wiederholt für Rollen gesetzter Honoratioren oder als Respektsperson besetzt. So spielte er einen Bankier in der ersten Wiener Kunstfilm-Großproduktion Der Unbekannte (1912, Regie: Luise Fleck), einen Grafen in Der letzte Erbe von Lassa (1918) und einen Spionagedienstchef in Die Brandstifter Europas (1926, Regie: Max Neufeld). Er spielte jedoch auch armselige Gestalten, etwa einen Bettler in Kleider machen Leute (1921), wo er neben einem noch unbekannten Hans Moser spielte.
Viktor Kutschera heiratete 1890 oder 1900 die Schauspielerin Elsa Sedlmeyer. Das Paar hatte eine Tochter, Tilly Kutschera, die ebenfalls eine Schauspiellaufbahn einschlug, jedoch 1920 im Alter von 29 Jahren durch Selbstmord aus dem Leben schied. Sie spielte unter anderem Filmrollen in Bogdan Stimoff (1916) und Der letzte Erbe von Lassa (1918).
Viktor Kutschera starb am 20. Jänner 1933 in Wien und wurde am Wiener Zentralfriedhof (Gruppe 30 D, Reihe 1, Nummer 25) in einem ehrenhalber gewidmeten Grab beerdigt. 1960 wurde der Viktor-Kutschera-Platz in Wien-Penzing (14. Bezirk) nach ihm benannt, versehen mit der Kurzbeschreibung „gefeierter Schauspieler am Volkstheater“.
1960 wurde der Viktor-Kutschera-Platz am Wolfersberg in Wien-Penzing nach ihm benannt.

## Filmografie (Auswahl)
- 1912: Der Unbekannte
- 1918: Der letzte Erbe von Lassa
- 1919: Nur kein Widerspruch
- 1919: Opiumkur
- 1919: Pst, ich weiß alles
- 1920: Notsignal
- 1920: Glanz und Elend der Kurtisanen
- 1920: Das Spielzeug des Satans
- 1920: Der Schlüssel zur Macht
- 1921: Kleider machen Leute
- 1922: Meriota, die Tänzerin
- 1922: Parema, das Wesen aus der Sternenwelt
- 1922: Der Mann, der zweimal starb
- 1922: Die Würghand
- 1922: Die Memoiren eines Mönchs
- 1923: Herrin der Pussta (Das Bildnis)
- 1924: Das verbotene Land
- 1924: Das Gift der Borgia
- 1924: Die Puppe des Maharadscha
- 1926: Die Brandstifter Europas
- 1927: Hotel Erzherzogin Viktoria (Seine Hoheit, der Eintänzer)
- 1928: Herzog Hansl (Erzherzog Johann)